# الحجر (ذمار)
الحجر هي إحدى قرى الجمهورية اليمنية. وهي تتبع جغرافيًا لمحافظة ذمار. وإداريًا لمديرية وصاب السافل. يبلغ تعداد سكانها 1102 نسمة حسب الإحصاء الذي جرى عام 2004.